# Di notte a Parigi
Di notte a Parigi (Un Soir de rafle) è un film del 1931 diretto da Carmine Gallone.
La pellicola ha per protagonisti Annabella e Albert Préjean.

## Trama
Un marinaio si innamora di una cantante di music hall durante un raid della polizia. Successivamente in una fiera, sconfigge un ex campione di boxe. L'ex campione allena il marinaio facendolo diventare un pugile. Dopo aver vinto il campionato francese, il marinaio si lascia influenzare dai soldi facili ma partecipa al campionato europeo spiritualmente vuoto ed in pessime condizioni.